# Johann von Jenstein

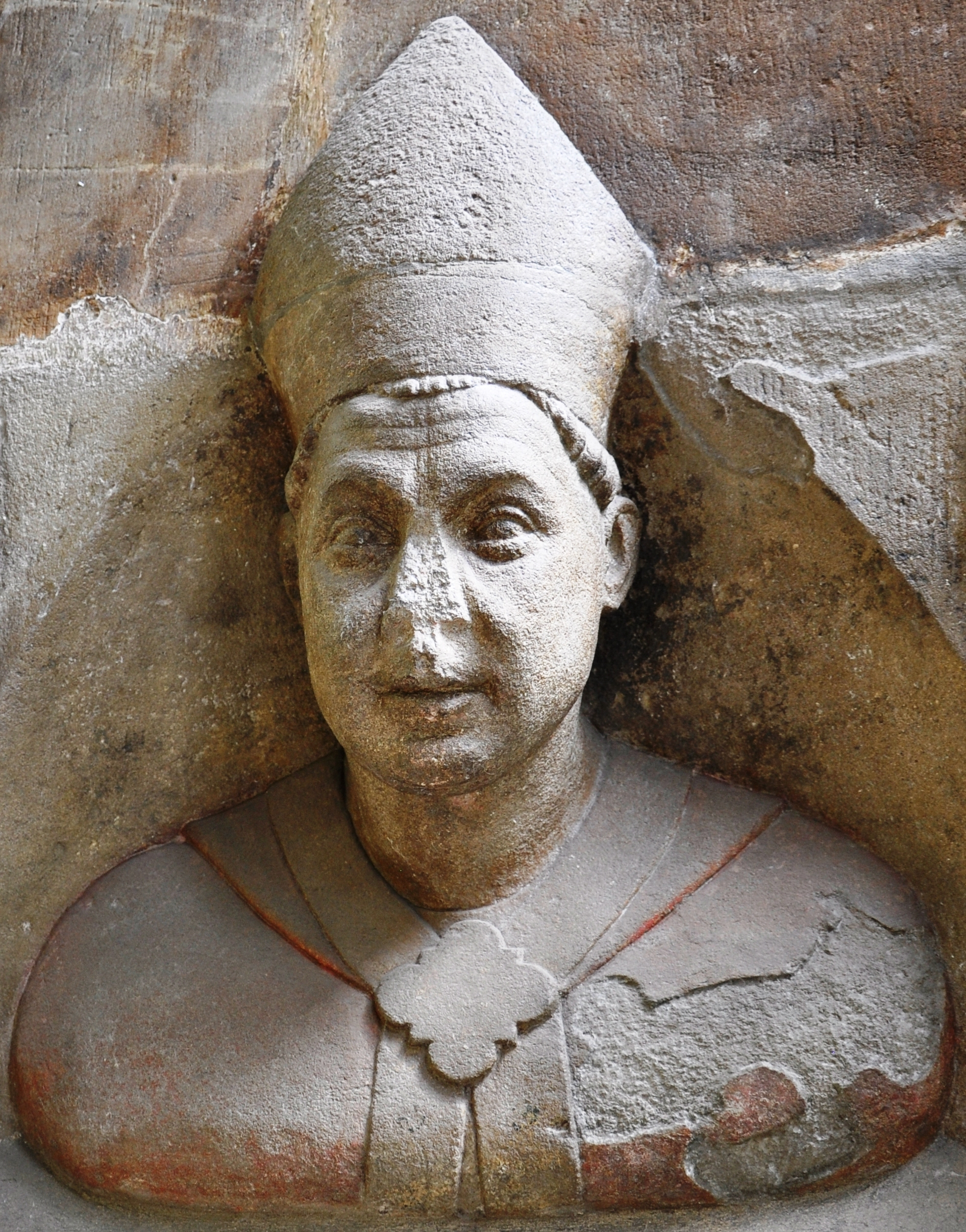
Johanns Büste im Prager Veitsdom.

Johann von Jenstein (nach der Bischofsliste von Meißen: Johann II. von Jenstein; nach der Bischofsliste von Prag: Johannes VI. von Jenstein; manchmal auch: Johann von Jenzenstein; Johann von Genzenstein; tschechisch: Jan z Jenštejna; * 27. Dezember zwischen 1347 und 1350 in Prag; † 17. Juni 1400 in Rom) war Bischof von Meißen, Erzbischof von Prag und Patriarch von Alexandria. Zudem war er Kanzler des böhmischen Königs Wenzel IV. und Verfasser religiöser Schriften.

## Herkunft und Werdegang
Johann von Jenstein entstammte der Familie von Wlašim, deren Mitglieder bedeutende Ämter in königlichen Diensten bekleideten. Johanns Vater Paul von Wlašim nannte sich von Jenstein, nachdem er die gleichnamige Burg in Jenstein bei Prag erworben hatte. Er war Notar in der Kanzlei Karls IV. Johanns Schwester Katharina war die Mutter des späteren Prager Erzbischofs Olbram von Škvorec. Der Prager Erzbischof Johann Očko von Wlašim war ein Bruder von Johanns Vater.
Nach dem Studium der Artes in Prag studierte Johann ab 1371 Kirchenrecht und Theologie an den Universitäten Padua und Bologna. 1374 wechselte er an die Universität Montpellier und hielt sich auch einige Zeit an der avignonesischen Kurie auf. Das anschließende Studium an der Pariser Universität schloss er 1376 mit dem Bakkalaureat des kanonischen Rechts ab.

### Bischof von Meißen
Noch vor Abschluss seiner Studien war Johann von Jenstein Subdiakon und Propst von Wetzlar. Auf Betreiben Kaiser Karls IV. ernannte ihn Papst Gregor XI. am 4. Juli 1376 zum Bischof von Meißen. Ablehnend standen der Ernennung die Wettiner gegenüber, die eine Ausdehnung der böhmischen Machtpolitik befürchteten. Und auch das Verhältnis Johanns zum Domkapitel war schwierig, dessen Wahlrecht bei der Ernennung übergangen wurde. Während seiner kurzen Amtszeit in Meißen förderte Johann u. a. die Verehrung des heiligen Wenzel von Böhmen.

### Erzbischof von Prag und Kanzler Wenzels IV.
Nach dem Verzicht des Erzbischofs Johann Očko von Wlašim transferierte Papst Urban VI. am 20. Oktober 1378 Johann von Jenstein als dessen Nachfolger nach Prag. Schon im November des Jahres ernannte Kaiser Karl IV. den neuen Erzbischof zum Kanzler seines Sohnes, des böhmischen Königs Wenzels IV. Zudem wurde Johann päpstlicher Legat in den Diözesen Regensburg, Bamberg und Meißen. Mit diesen einflussreichen Positionen setzte er sich für die Anerkennung Papst Urbans VI. und seiner römischen Nachfolger ein und ging scharf gegen die Anhänger von Gegenpapst Clemens VII. vor, der von Mitgliedern des Prager und Vyšehrader Kapitels unterstützt wurde. Damit zog sich Johann den Unmut der königlichen Umgebung ein, der schließlich dazu führte, dass er bei König Wenzel IV. in Ungnade fiel und 1384 das Amt des Kanzlers verlor.
Der Verlust des Kanzleramtes führte dazu, dass Johann in seiner Position als Erzbischof in Streitigkeiten mit der weltlichen Macht geriet, die den Rest seiner Amtszeit andauern sollten. Ursächlich dafür war das Streben des Königs und seiner Umgebung, die erzbischöflichen Rechte zu beschneiden und in kirchlichen Angelegenheiten mehr Einfluss zu gewinnen. Da es bei den Auseinandersetzungen auch zu Gewalttätigkeiten kam, ließ Johann die erzbischöflichen Burgen und Städte befestigen.
Seinen bischöflichen Aufgaben widmete sich Johann mit voller Energie. Er ordnete die Kirchenverwaltung und stellte auch an den Klerus hohe moralische Ansprüche. Er veranlasste eine Visitation der Pfarrsprengel und berief Synoden ein, die zu verschiedenen Kirchenreformen führten. Wohl wegen einer marianischen Vision, die er am 14. Oktober 1378 gehabt haben soll, führte er ein frommes und asketisches Leben und führte 1386 für sein Erzbistum das Fest Mariä Heimsuchung ein. In seiner Überzeugung von der Gleichwertigkeit aller Menschen forderte er 1391 die Ausweitung der Laienkommunion. Dabei hoffte er, durch die Teilhabe vieler Menschen an der Eucharistie könne das Schisma überwunden werden.
1392 übergab Johann dem König eine Beschwerdeschrift, mit der er eine Klärung der kirchenrechtlichen Verhältnisse erreichen wollte, und in der es vor allem um die Unterdrückung der Kirche und des Klerus ging. Da der König eine Antwort verweigerte, eskalierte der frühere Streit von Neuem. Ende des Jahres beschuldigte Johann den königlichen Unterkämmerer Sigismund Huler der Ketzerei und zitierte ihn vor sein Gericht. Nachdem Huler bei Gericht nicht erschienen war, wurde er von Johann exkommuniziert.
In dem machtpolitischen Streit mit Johann von Jenstein beabsichtigte der König, dessen kirchlichen und wirtschaftlichen Einfluss zu schmälern. Zu diesem Zweck plante er, das Gebiet des Erzbistums Prag durch Errichtung eines westböhmischen Bistums Kladrau zu verkleinern. Zur Dotation des Bistums sah er das reiche Benediktinerkloster Kladrau vor, dem 87 Dörfer unterstanden. Nach dem Tode des Kladrauer Abtes Racek sollte der königliche Kandidat Wenzel Gerard von Burenitz zu dessen Nachfolger und gleichzeitig zum ersten Bischof des zu errichtenden Bistums Kladrau ernannt werden. Diese Pläne vereitelten Johanns Generalvikare Nikolaus Puchník von Černice und Johannes von Nepomuk, indem sie Anfang 1393 die Stelle des Kladrauer Abtes auf Weisung des Erzbischofs mit einem anderen Kandidaten besetzten. Aus Furcht vor der Reaktion des Königs flüchtete Johann rechtzeitig auf seine bischöfliche Burg Raudnitz. Opfer der königlichen Rache wurde Generalvikar Johannes von Nepomuk. Er wurde verhört und am 20. März 1393 zu Tode gefoltert.
Im April 1393 begab sich Johann nach Rom. Da er dort mit seiner Klage wenig Beachtung fand, kehrte er nach Prag zurück und schloss sich einem Adelsaufstand gegen den König an. Dieser beschlagnahmte daraufhin die bischöflichen Güter. Johann begab sich erneut nach Rom und verzichtete dort Ende Januar 1394 auf sein Amt. Nachfolger auf dem Prager Erzbischofsstuhl wurde sein Neffe Olbram von Škvorec, der ihm als Residenz die bischöfliche Burg Helfenburk überlassen und eine Rente zahlen musste.

### Patriarch von Alexandrien
1399 begab sich Johann von Jenstein erneut nach Rom, um vom Papst die Genehmigung zu einer Missionstätigkeit zu erlangen. Am 2. April 1399 ernannte ihn der Papst zum Patriarchen von Alexandrien. Danach zog sich Johann in das Kloster von Santa Prassede zurück, wo er vierzehn Monate später starb.

## Literarische Tätigkeit
Johann von Jenstein betätigte sich auch literarisch. Er hinterließ ein umfangreiches Werk in lateinischer Sprache. Es trägt oft autobiographische Züge und besteht aus Schriften zu kirchenpolitischen Fragen und polemischen Traktaten. Umfangreich sind auch die poetischen Hymnen zu Ehren der heiligen Maria. Bekannt sind auch fünf Predigtsammlungen und acht asketische Schriften. In der Schrift „Acta in curia Romana“ von 1393 schildert er den Streit mit dem König und beschreibt in der Schrift „Libellus apologorum“ die Gründe für seinen Amtsverzicht. In einer Epistelsammlung sind Johanns Briefe aus seiner bischöflichen Tätigkeit zusammengefasst.

### Werke
- Tractatus de potestate clavium
- De veritate Urbani
- Liber considerationis
- Liber dialogorum (1380)
- Contra Adalbertum (1388)
- Miracula beatae Mariae visitationis (nach 1388)
- De bono mortis (nach 1390)
- Acta in curia Romana (1393)
- Libellus quod nemo laeditur nisi a se ipso
- Libellus de fuga saeculi (nach 1395)
- Libellus apologorum (nach 1396)

## Nachruhm
Johann Jensteins Leichnam wurde im Juni 1400 von Rom nach Prag überführt. Der Prager Theologieprofessor Magister Matthias von Liegnitz hielt in Anwesenheit des Erzbischofs Olbram von Škvorec bei Johanns Bestattung eine Leichenpredigt. Sie ist mit Anspielungen auf Begebenheiten aus Jensteins Leben durchsetzt. Die Handschrift der Leichenpredigt soll unter dem Titel „Sermo magistri Mathie de Legnicz factus coram archiepiscopo Pragensi in exequiis“ in der Jagiellonen-Bibliothek erhalten sein.
In den Jahren 1400–1402 entstand die legendenhafte Lebensbeschreibung „Vita Johannis de Jenczenstein“. Es wird vermutet, dass sie von Johanns Beichtvater Petrus Clarificator, dem Prior des Augustiner-Chorherrenstifts Raudnitz, verfasst wurde.